# De rivierendokter
De rivierendokter is een hoorspel naar het gelijknamige toneelspel (1952) van Willem Adriaan Wagener. De VARA zond het uit op dinsdag 25 maart 1958. De regisseur was S. de Vries jr. De uitzending duurde 86 minuten.

## Rolbezetting
- Bert Dijkstra (de gezant)
- Paul Steenbergen (ingenieur Pieter Caland)
- Peronne Hosang (Heleen, zijn vrouw)
- Huib Orizand (ingenieur Renze)
- Louis de Bree (Van Rijckevorsel)
- Rob Geraerds (Greve, hoofdingenieur van Waterstaat)
- Paul Deen (minister Thorbecke)
- Anton Burgdorffer (Pincoffs)
- Charles Mögle (Demanchy)
- Jan Apon (Plate sr.)
- Johan Wolder (Plate jr.)
- Frans Somers (de marine-officier Buyskers)
- Wim van Sierenberg de Boer (de marine-officier Blommendaal)
- Piet te Nuyl sr. (ploegbaas Maaskant)
- Frans Vasen & Jo Vischer jr. (twee ingenieurs van Waterstaat)
- Annemarie van Ees & Benita Groenier (twee dochtertjes van de Calands)
- Joke van den Berg (Martha, de dienstbode)
- Frans Vasen (Marinus, de zoon van Pieter Caland)
- Dries Krijn, Wim van Sierenberg de Boer & Jo Vischer jr. (Krijn, Melis & Sjoerd, drie polderjongens)
- Herman van Eelen (ingenieur Roose, directeur van Gemeentewerken)

## Inhoud
Het hoorspel handelt over het leven van professor Pieter Caland (1826-1902), wiens naam vooral verbonden is aan de aanleg van de Nieuwe Waterweg van Rotterdam naar Hoek van Holland.